# A jugoszláv dinár pénzjegyei
A jugoszláv dinár pénzjegyei mind bankjegyek voltak, melyeket a Jugoszláv Nemzeti Bank (Narodna Banka Jugoslavije) bocsátott ki. Az első sorozat bankjegyei 5, 10 és 50 dináros címletek voltak.
A második sorozattól kezdve a hátoldali képeket minden címleten a szövetségi köztársaság nyelvein feltüntetett értékjelzések váltották fel. Ebben a sorozatban jelent meg - de még az első sorozat tagjaival egyidőben, 1965-ben nyomtatták - a százdináros, 1970-ben az 500, 1974-ben a 20 és 1000 dinár címletű bankjegyek. Valamennyi bankjegy a belgrádi pénzjegynyomdában (Zavod za izradu novčanica) készült.

## 1966-os sorozat
| Kép                                            | Kép                 | Névérték            | Méret               | Leírás | Leírás                                                | Dátumok             | Dátumok    |
| Előoldal                                       | Hátoldal            | Névérték            | Méret               | Előoldal | Hátoldal                                              | Első nyomtatás      | Kibocsátás |
| Első sorozat (1965)                            | Első sorozat (1965) | Első sorozat (1965) | Első sorozat (1965) | Első sorozat (1965) | Első sorozat (1965)                                   | Első sorozat (1965) |            |
| ---------------------------------------------- | ------------------- | ------------------- | ------------------- | --- | ----------------------------------------------------- | ------------------- | ---------- |
|                                                |                     | 5 dinár             |                     | Fiatal nő sarlóval | Aratási jelenet                                       | 1965. augusztus 1   |            |
|                                                |                     | 10 dinár            |                     | Arif Heralić | Ipari létesítmény                                     | 1965. augusztus 1   |            |
|                                                |                     | 50 dinár            |                     | Ivan Meštrović: relief a Jugoszláv Parlament (ma Szerb Nemzetgyűlés) épületénél                                                                                    | A Jugoszláv Parlament (ma Szerb Nemzetgyűlés) épülete | 1965. augusztus 1   |            |
| Második sorozat (1965-1986)                    |                     |                     |                     | |                                                       |                     |            |
|                                                |                     | 5 dinár             | 123 x 59 mm         | Fiatal nő sarlóval | Értékjelzés                                           | 1968. május 1.      |            |
|                                                |                     | 10 dinár            | 131 x 62 mm         | Arif Heralić | Értékjelzés                                           | 1968. május 1.      |            |
|                                                |                     | 20 dinár            | 139 x 65 mm         | Kikötő | Értékjelzés                                           | 1974. december 19.  |            |
|                                                |                     | 50 dinár            | 140 x 66 mm         | Ivan Meštrović: relief a Jugoszláv Parlament (ma Szerb Nemzetgyűlés) épületénél                                                                                    | Értékjelzés                                           | 1968. május 1.      |            |
|                                                |                     | 100 dinár           | 148 x 70 mm         | Antun Augustinčić: A béke emlékműve az ENSZ New York-i székháza előtt                                                                                              | Értékjelzés                                           | 1965. augusztus 1.  |            |
|                                                |                     | 500 dinár           | 156 x 74 mm         | Frano Kršinić: Nikola Tesla szobra a Niagara-vízesés Állami Parkban; háttérben Tesla nagyfrekvenciás transzformátorának spirál tekercse (New York, Houston Street) | Értékjelzés                                           | 1970. augusztus 1.  |            |
|                                                |                     | 1000 dinár          | 164 x 78 mm         | Nő gyümölcsökkel | Értékjelzés                                           | 1974. december 19.  |            |
| A képeken 0,7 pixel felel meg 1 milliméternek. |                     |                     |                     | |                                                       |                     |            |

## 1985-ös sorozat
Az 5000 dináros és magasabb címletek már egy teljesen újratervezett sorozat tagjaiként jelentek meg. Az új bankjegyek korszerűbb technikával, vízjeles papírra készültek. Az új bankjegysor tervezői és metszői: Trento Cionini, Dragiša Andrić, Nusret Hrvanović, Aleksandar Dimitrijević, Draga Matić.
| Kép                                            | Kép                          | Névérték                     | Méret                        | Leírás                       | Leírás                             | Dátumok                      | Dátumok |
| Előoldal                                       | Hátoldal                     | Névérték                     | Méret                        | Előoldal                     | Hátoldal                           | Első nyomtatás               |         |
| Harmadik sorozat (1985-1989)                   | Harmadik sorozat (1985-1989) | Harmadik sorozat (1985-1989) | Harmadik sorozat (1985-1989) | Harmadik sorozat (1985-1989) | Harmadik sorozat (1985-1989)       | Harmadik sorozat (1985-1989) |         |
| ---------------------------------------------- | ---------------------------- | ---------------------------- | ---------------------------- | ---------------------------- | ---------------------------------- | ---------------------------- | ------- |
|                                                |                              | 5000 dinár                   | 165 x 75 mm                  | Josip Broz Tito              | Jajca                              | 1985. május 1.               |         |
|                                                |                              | 20 000 dinár                 | 170 x 77,5 mm                | Alija Sirotanović            | bányagép                           | 1987. május 1.               |         |
|                                                |                              | 50 000 dinár                 | 175 x 80 mm                  | fiatal nő                    | Dubrovnik                          | 1988. május 1.               |         |
|                                                |                              | 100 000 dinár                | 180 x 82,5 mm                | lánygyermek                  | betűk, számok és geometrikus ábrák | 1989. május 1.               |         |
|                                                |                              | 1 000 000 dinár              |                              | fiatal nő kendőben           | búzakalász                         | 1989. november 1.            |         |
| A képeken 0,7 pixel felel meg 1 milliméternek. |                              |                              |                              |                              |                                    |                              |         |

1989-ben az infláció annyira elszabadult, hogy már kevés idő volt az újabb és újabb címletek tervezésére. Emiatt ebben az évben két gyengébb kivitelű, hetvenes évekbeli tervezetek újrahasznosításával készült címlet is forgalomba került. E címletek érdekessége, hogy a második világháborúban vívott sikeres partizánharcok emlékműveit ábrázolják.
| Kép                                            | Kép      | Névérték        | Méret | Leírás                    | Leírás                                          | Dátumok         | Dátumok |
| ---------------------------------------------- | -------- | --------------- | ----- | ------------------------- | ----------------------------------------------- | --------------- | ------- |
| Előoldal                                       | Hátoldal | Névérték        | Méret | Előoldal                  | Hátoldal                                        | Első nyomtatás  |         |
| Negyedik sorozat (1989)                        |          |                 |       |                           |                                                 |                 |         |
|                                                |          | 500 000 dinár   |       | a kozarai partizánemlékmű | A sujteskai csata emlékműve Tjentištében        | 1989. augusztus |         |
|                                                |          | 2 000 000 dinár |       | a kozarai partizánemlékmű | A Törött szárnyak partizánemlékmű Kragujevacban | 1989. augusztus |         |
| A képeken 0,7 pixel felel meg 1 milliméternek. |          |                 |       |                           |                                                 |                 |         |

## 1990-es sorozat
| 1990-es sorozat | 1990-es sorozat | 1990-es sorozat | 1990-es sorozat | 1990-es sorozat   | 1990-es sorozat | 1990-es sorozat   | 1990-es sorozat   | 1990-es sorozat |
| Előoldal        | Hátoldal        | Névérték        | Méret           | Szín              | Előoldal        | Hátoldal          | Nyomtatás         |                 |
| --------------- | --------------- | --------------- | --------------- | ----------------- | --------------- | ----------------- | ----------------- | --------------- |
|                 |                 | 10 dinár        |                 | vörös             | lány            | névérték          | 1990              |                 |
|                 |                 | 50 dinár        |                 | ibolya            | Kozara-emlékmű  | Sutjeska-emlékmű  | 1990              |                 |
|                 |                 | 50 dinár        |                 | lila              | fiú             | virágok           | 1990              |                 |
|                 |                 | 100 dinár       |                 | sárga             | fiatal nő       | búza              | 1990              |                 |
|                 |                 | 100 dinár       | zöld            | 1991              | fiatal nő       | búza              |                   |                 |
|                 |                 | 200 dinár       |                 | sötétzöld / barna | Kozara-emlékmű  | "Törött szárnyak" | 1990              |                 |
|                 |                 | 500 dinár       |                 | kék               | fiatal férfi    | hegy              | 1990              |                 |
|                 |                 | 500 dinár       | barna           | 1991              | fiatal férfi    | hegy              |                   |                 |
|                 |                 | 1 000 dinár     |                 | barna             | Nikola Tesla    | Tesla-tekercs     | 1990              |                 |
|                 |                 | 1 000 dinár     | kék             | 1991              | Nikola Tesla    | Tesla-tekercs     |                   |                 |
|                 |                 | 5 000 dinár     |                 | 1991              | sötétkék        | Ivo Andrić        | Mehmed pasa hídja |                 |